# Kuttsukiboshi
 (јап. くっつきぼし — испреплетане звездице) јапанска је дводелна оригинална видео анимација независног аутора анимеа Наоје Ишикаве. Анимација је урађена уз помоћ студија Примастеа, који је и издавач дела. Музику је компоновао Шунсуке Морита, док је два диска музике издао Декс продакшон. Продуцент је Мунешиге Накагава.

## Издавање
Прва епизода, званично издата 16. августа 2010, продавана је још раније на штанду Примастее на сајму Комике. Друга епизода је планирана за лето 2011, али је издавање одложено годину дана, па је издата тек 11. маја 2012. Оригинална видео анимација нема уводну шпицу, док је за изводну шпицу првог дела коришћена песма Hatsukoi Kasoku Kūkan (初恋加速空間) од Асами Имај, а другог Watashi no 71% (私の71%) од Икуми.

## Главни ликови
Кико Каваками (川上紀衣子 Kawakami Kiiko)
Сеију: Асами Имај
Кико Каваками је девојчица смеђе косе. Након неодређене несреће, приметила је да поседује натприродну моћ телекинезе. Заљубљена је у Ају, али у почетку нема храбрости да јој то саопшти.
Аја Саито (斉藤亜綾 Saitō Āya)
Сеију: Мику Ишики
Аја Саито је плавокоса девојчица и Кикоина другарица из разреда. Воли да експериментише са Кикоиним моћима, а заправо је заљубљена у њу. Отворена је и друштвена, за разлику од повучене Кико. Живи са братом.
Кота Саито (斉藤 康太 Saitō Kōta)
Сеију: Наоки Јошида
Кота Саито је Ајин старији брат и познати музичар. Оболео од терминалне болести, он манипулише својом млађом сестром и наговара је на секс пре него што оде на операцију коју зна да неће преживети.

## Радња анимеа
Прва епизода (16. август 2010)
Кико Каваками је средњошколка која у тајности држи своје телекинетичке моћи. Једина особа која за њих зна је њена најбоља пријатељица Аја Саито. Иако заљубљене једна у другу, оне то међусобно не примећују. Једног дана, након вежбања Кикоиних моћи током летњег распуста, уморне девојчице заспе испод дрвета у дворишту школе. Кико се пробуди и користи прилику да се нагне над Ајом да би је пољубила. Међутим, Аја јој изненада узврати пољубац. Остатак летњег распуста девојке проводе забављајући се. Након боравка у Ајином стану, Кико случајно заборави да понесе мобилни телефон. Враћа се по њега само да би видела како је Кота завео млађу сестру. Љута, истрчава из стана и одлази кући.
Друга епизода (11. мај 2012)
Кико одлази у школу мислећи да ће се срести са Ајом. У учионици у којој су се обично састајале проналази поруку да је мобилни у остави. Одлази до издвојене грађевине са справама за физичко. Аја искаче иза врата и успављује је марамицом натопљеном хемикалијама. Након тога је силује. Упркос претходним дешавањима, њих две се мире, а Аја сазнаје за смрт свог брата. Саопштава да сутрадан напушта Јапан. Кико помоћу својих моћи сазнаје све релевантне чињенице о Аји и њеном брату које досад није знала. Буди се и увиђа да је Аја отишла. Својим већ развијеним моћима телепортује се у авион у коме је Аја. Оне се грле, и, у жељи да се врате у Јапан, случајно телепортују у простор око авиона. Мало пред пад у океан, непозната сила их телепортује на удаљену планету на чијој се обали збива последња сцена.
Паралелна прича
Аниме садржи и паралелну причу засновану на Кикоиним моћима. Мало пре њиховог првог пољупца, Аја је Кико дала посебну огрлицу која се састоји из два дела која није могуће раздвојити без силе или магије. Рекла јој је да је то једини начин да стварно увежба своје моћи и да сваки дан треба да покуша да је раздвоји. У моменту када је љута Кико истрчала из Ајиног стана, огрлица се раздвојила — један део надаље Кико носи са собом, док други остаје у Ајином стану. Сем тога, на крају друге епизоде, Кико се запитала шта се заправо десило, тј. како су дошли до мистериозне планете. Аја јој објашњава да је у питању моћ огрлице. Наиме, она ју је направила према упутству нађеном на интернету. Према истом, ако натприродна сила ову наизглед нераздвојиву скаламерију растави, жеља оног који је огрлицу направио оствариће се на удаљеној планети. Иначе, делови овог орнамента су у облику звезда, те отуда и назив ове оригиналне видео анимације.

## Пријем дела
Од издавања ове дводелне оригиналне видео анимације па до данас, дошло је и до критика и похвала дела и аутора. Један од похваљених аспеката јесте тај што је већину посла одрадио Наоја Ишикава, а анимација и даље не изгледа превише јефтино. Други, пак, мисле да је визуелни ефекат могао бити јачи. Честа тема критичара било је и помало произвољно откривање информација о главним ликовима, и то све без ближег појашњења, као и велики број случајности.
Ана Ага са сајта Метанорн сматра да је највећи аспект анимеа прелазак пријатељства у љубав. Додаје да је добро то што је сценарио реалистичан, те да би се могао десити и у стварном свету. Међутим, разочарана је недостатком романтике и озбиљности, а уз то превеликом количином секса. Исто мишљење дели и Лена К. са Јури ривјуа. Иако прича започиње прилично невино, полако постаје све прљавија, чак до граница хентаја. Девојке имају секс малтене свугде.
Највећи утисак на Ану оставила је завршна сцена. Лени је, пак, цела прича чудна. Обе критикују двогодишњу разлику између две епизоде. Слажу се да је у питању дело препоручљиво за љубитеље јурија вољне да издвоје 40 минута.